# 安鲛驹
安鲛驹（1936年—），男，陕西子洲人，中华人民共和国武警，武警少将，曾任中国人民武装警察部队副司令员。

## 家族
伯父安子文，叔父安志文。